# Cabdill pit-roig
El cabdill pit-roig
(Poecilotriccus russatus) és una espècie d'ocell de la família dels tirànids (Tyrannidae) que habita els boscos de l'extrem sud de Veneçuela i l'adjacent nord del Brasil.